# Temporada de Furacões no Oceano Pacífico de 1995
A Temporada de Furacões no Oceano Pacífico de 1995, foram as últimas atividades de furacões, no Oceano Pacífico, desde 1979.